# 青塚古墳 (犬山市)
青塚古墳（あおつかこふん）は、愛知県犬山市青塚にある古墳。形状は前方後円墳。青塚古墳群を構成する古墳の1つ。国の史跡に指定されている。
愛知県では第2位の規模の古墳で、4世紀中葉（古墳時代前期）頃の築造と推定される。

## 概要
愛知県西部、犬山扇状地を形成する洪積台地の南西端に築造された大型前方後円墳である。周辺にはかつて10数基の古墳が分布し、青塚古墳群として認知された（現在までにほとんどが消滅）。古墳域は大縣神社（犬山市宮山、尾張国二宮）の社地として推移し、1979年（昭和54年）以後に発掘調査が実施されている。
墳形は前方後円形で、前方部を南西方向に向ける。墳丘は前方後円形の基壇の上に構築され、後円部では3段築成、前方部では2段築成。墳丘長は約123メートルを測り、愛知県では断夫山古墳（名古屋市熱田区旗屋町、151メートル）に次ぐ第2位の規模になる。墳丘外表では全面に川原石の葺石が、各段に壺形埴輪列が認められる。また前方部上に方形壇状遺構を有するという特色を有し、同遺構周囲には円筒埴輪列が認められる。墳丘周囲では、やや不定形な盾形の周濠・外堤が巡らされる。出土品としては、埴輪片のほかに鏃形石製品がある。
築造時期は、古墳時代前期の4世紀中葉頃と推定される。被葬者は明らかでないが、大縣神社では『先代旧事本紀』「天孫本紀」に見える邇波県君（にわのあがたのきみ）の祖の大荒田命（おおあらたのみこと）の墓と伝承しており、現在も毎年同社による祭祀が行われている。
古墳域は1983年（昭和58年）に国の史跡に指定されている。現在は史跡整備の上で青塚古墳史跡公園として公開されている。

## 遺跡歴
- 天正12年（1584年）、小牧・長久手の戦いの際に青塚砦として城砦化[2][1][注 2]。
- 1966年（昭和41年）5月、犬山市指定史跡に指定[1]。
- 1979年（昭和54年）、圃場整備事業に伴う発掘調査（犬山市教育委員会）[1]。
- 1983年（昭和58年）2月8日、国の史跡に指定[4]。
- 1995-1998年（平成7-10年）、史跡整備に伴う発掘調査（犬山市教育委員会、2001年に報告）[3]。
- 1996-2000年（平成8-12年）、史跡公園として整備（犬山市教育委員会）[1]。
- 2000年（平成12年）8月5日、青塚古墳史跡公園の開園[1]。

## 墳丘
墳丘の規模は次の通り。
- 墳丘長：約123メートル
- 後円部
  - 直径：約78メートル
  - 高さ：約12メートル
- 前方部
  - 長さ：約45メートル
  - 幅：約62メートル
  - 高さ：約7メートル
- くびれ部
  - 幅：約43メートル

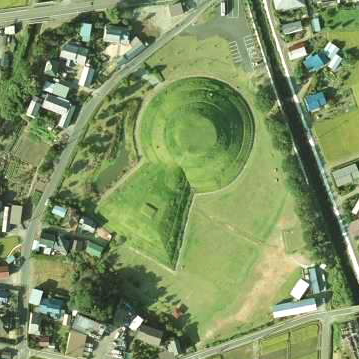
青塚古墳の空中写真（2007年）。

墳丘上では、前方部墳頂において方形壇状遺構が認められる。東西9メートル・南北7メートル・高さ推定0.5メートル弱の低墳丘状で、遺構周囲では川原石・割石の配石、石敷き、円筒埴輪列が認められる。遺構の東側石列内では、鏃形石製品3点が出土している。
墳丘の各段では、壺形埴輪が約2メートル間隔で配置される。ただし円筒埴輪列については、方形壇状遺構以外では認められていない。また墳丘周囲には周濠が巡らされており、東側では周濠内に陸橋が認められる。
なお、青塚古墳の墳丘では天正12年（1584年）の小牧・長久手の戦いの際に平城の「青塚砦」が築城されている。かつての墳丘ではテラス部分を広げて平坦面を広くした様子が認められていたが、現在は古墳として復元整備されているため地表面に痕跡はない。また現在の後円部墳頂には三等三角点（標高43.39メートル、点名「学伝」）が設置されている。

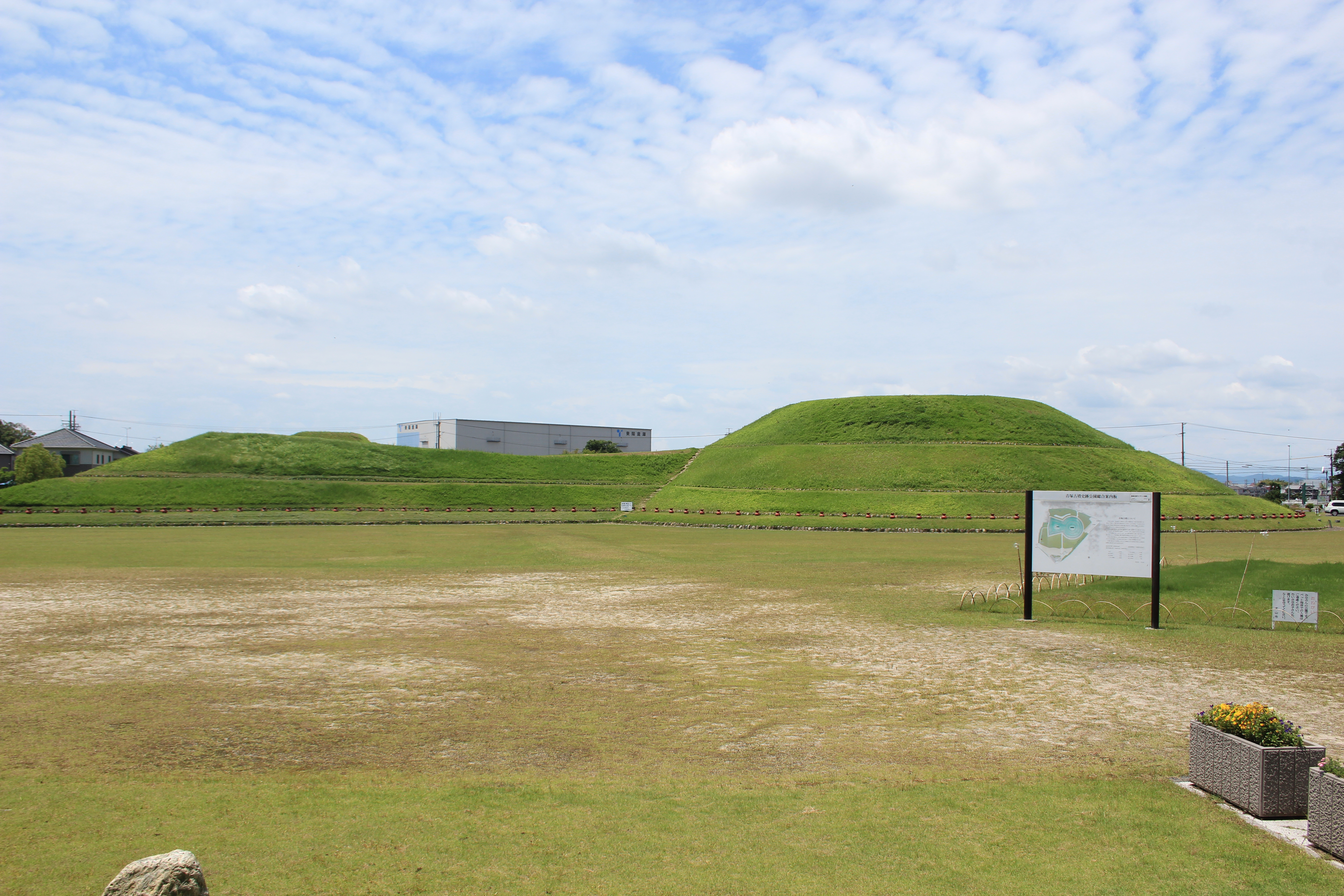
墳丘横景 右に後円部、左に前方部。
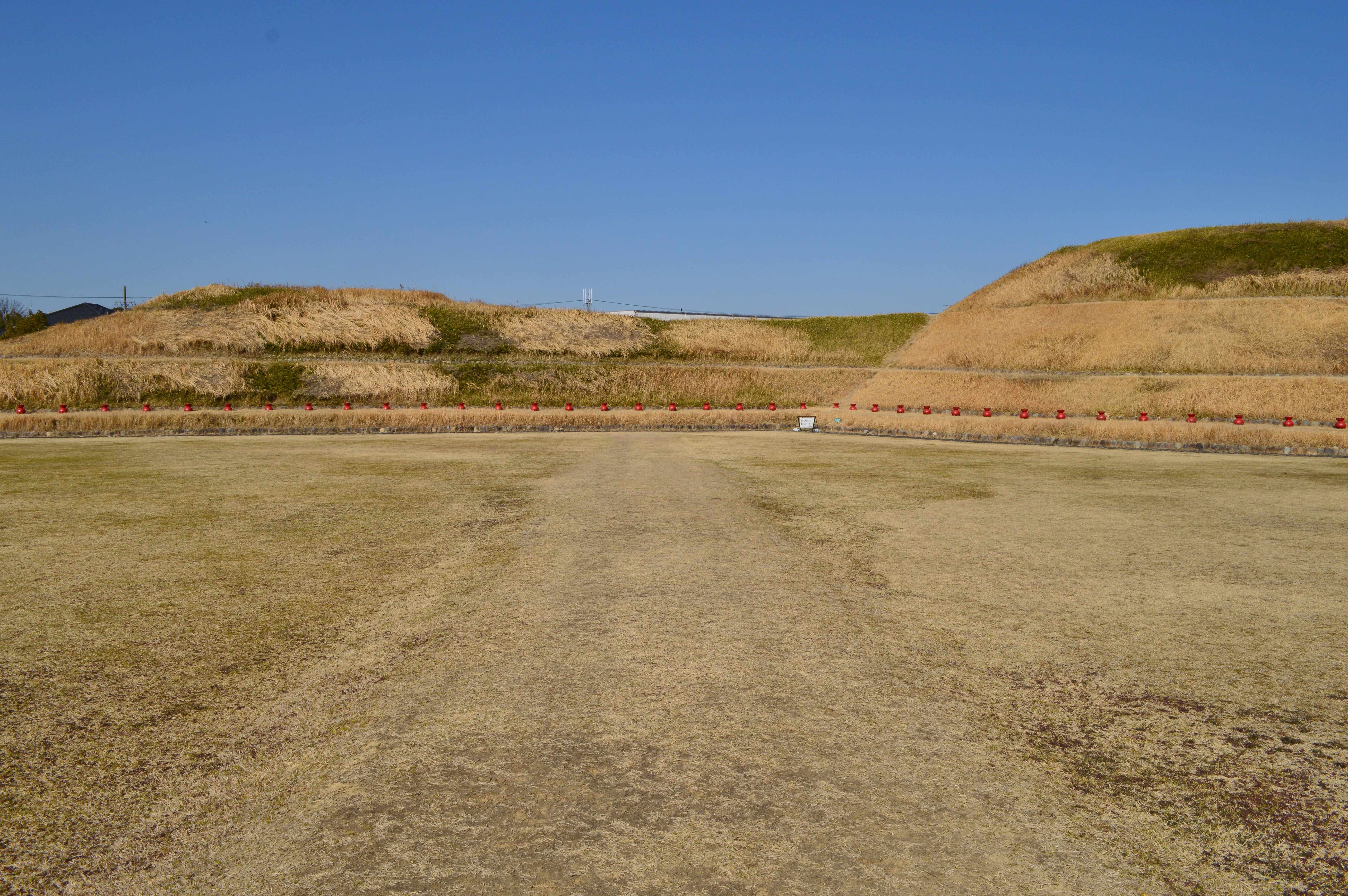
周濠内の陸橋
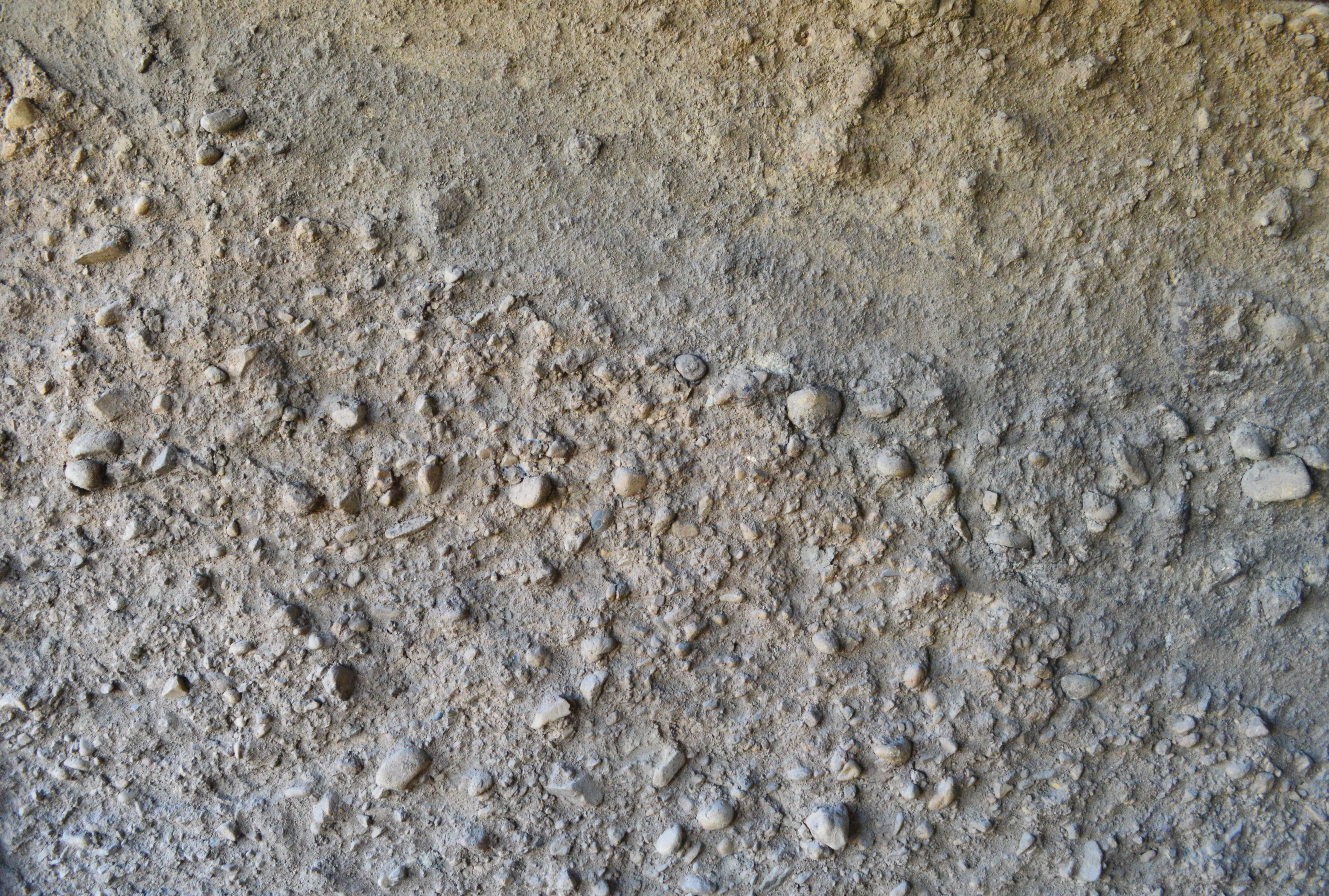
墳丘内部土層 後円部墳丘（左下半）の上に前方部墳丘（右上半）が築造される。まほらの館展示。

## 出土品

出土埴輪まほらの館展示。

古墳からの出土品は次の通り。

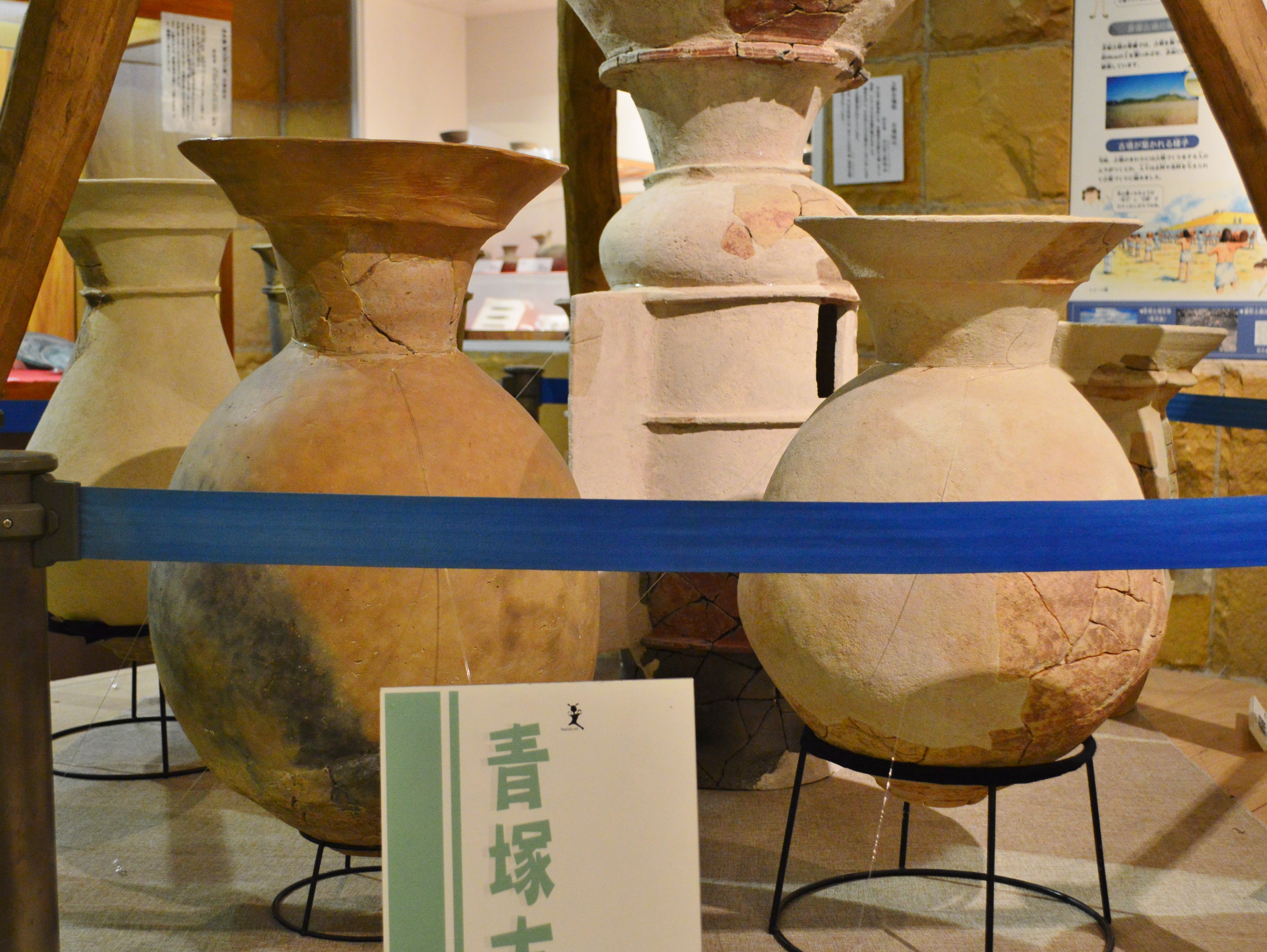
壺形埴輪
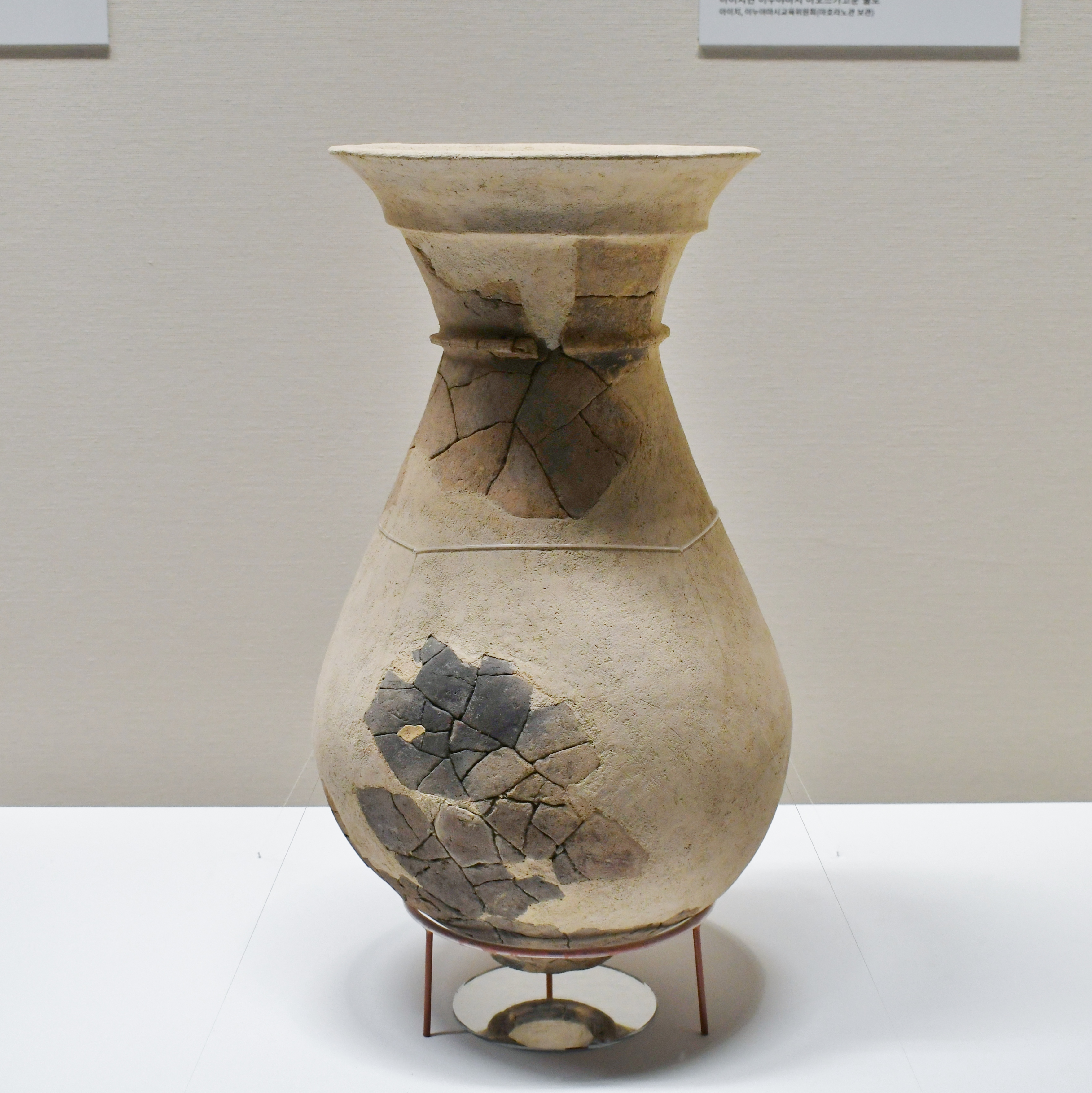
壺形埴輪 九州国立博物館特別展示時に撮影。
墳丘各段において約2メートル間隔で置かれる[5]。胴長形・しもぶくれ形の2種類で、大きさは高さ約60-70センチメートル、口縁部径約35センチメートル[5]。底部に円形孔を開け、表面に赤色顔料を塗布する[5]。
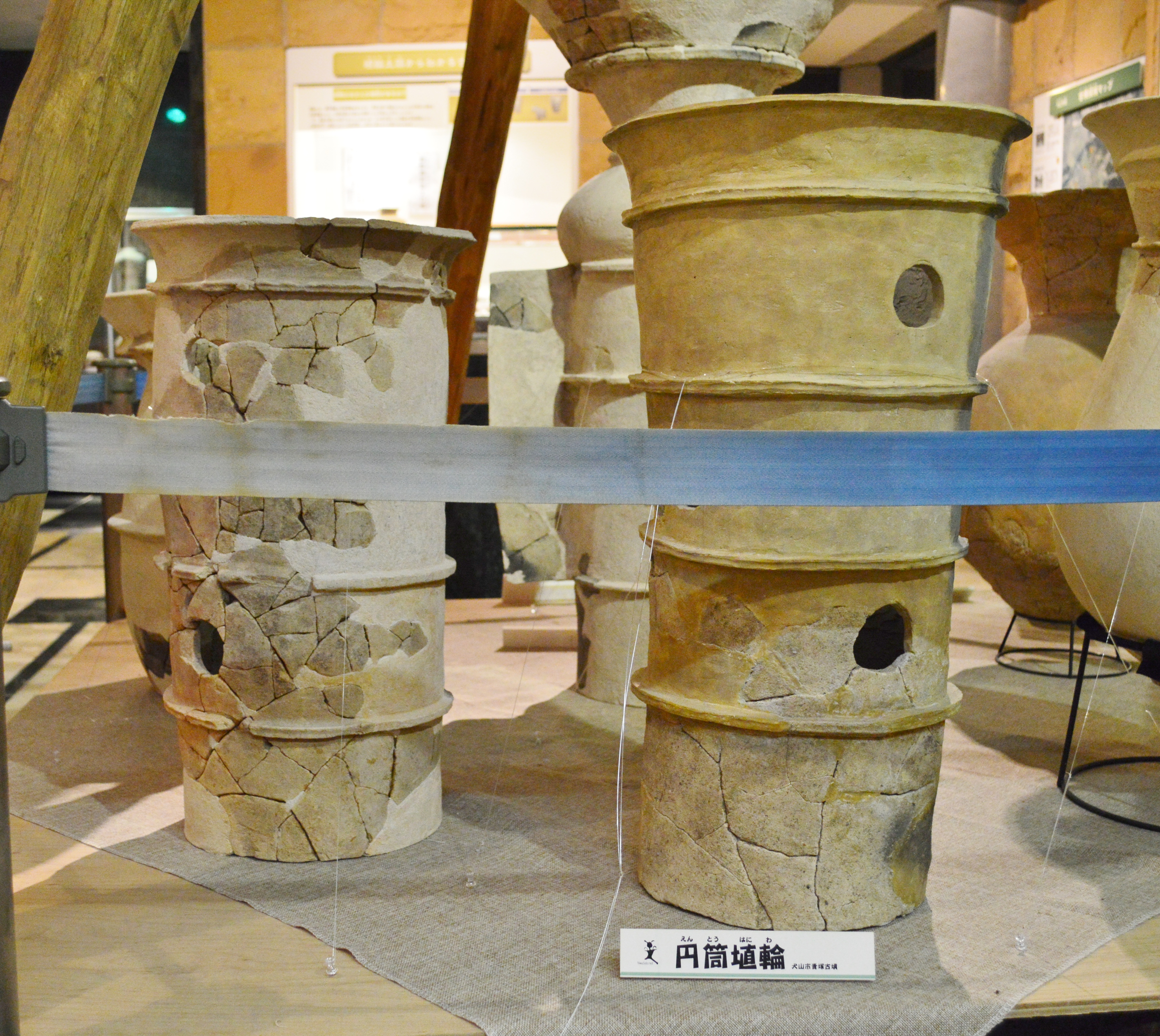
円筒埴輪
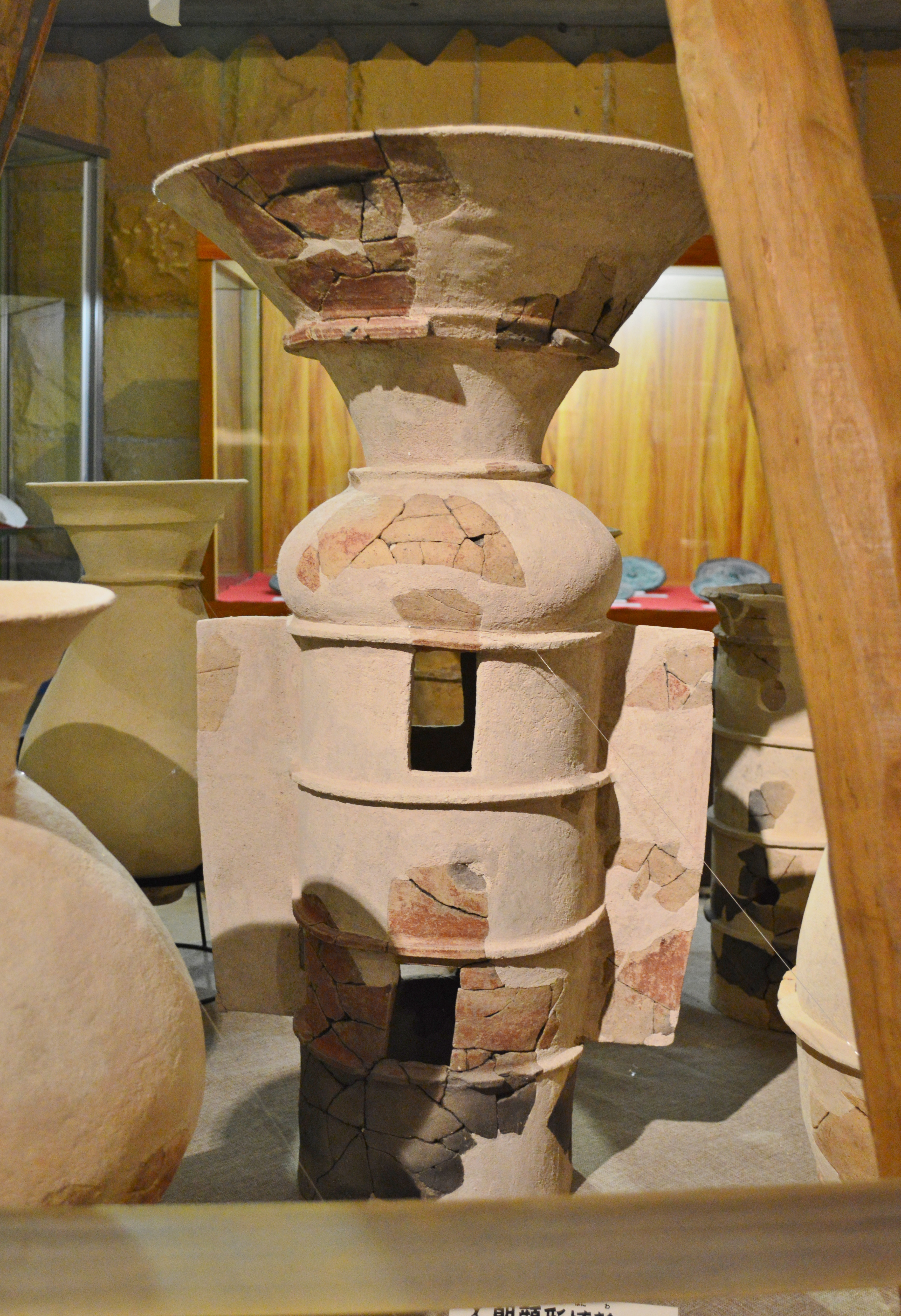
鰭付朝顔形埴輪
前方部墳頂の方形壇状遺構の周囲に巡らされる[5]。鰭付朝顔形埴輪・円筒埴輪の2種類[5]。表面に赤色顔料を塗布する[5]。
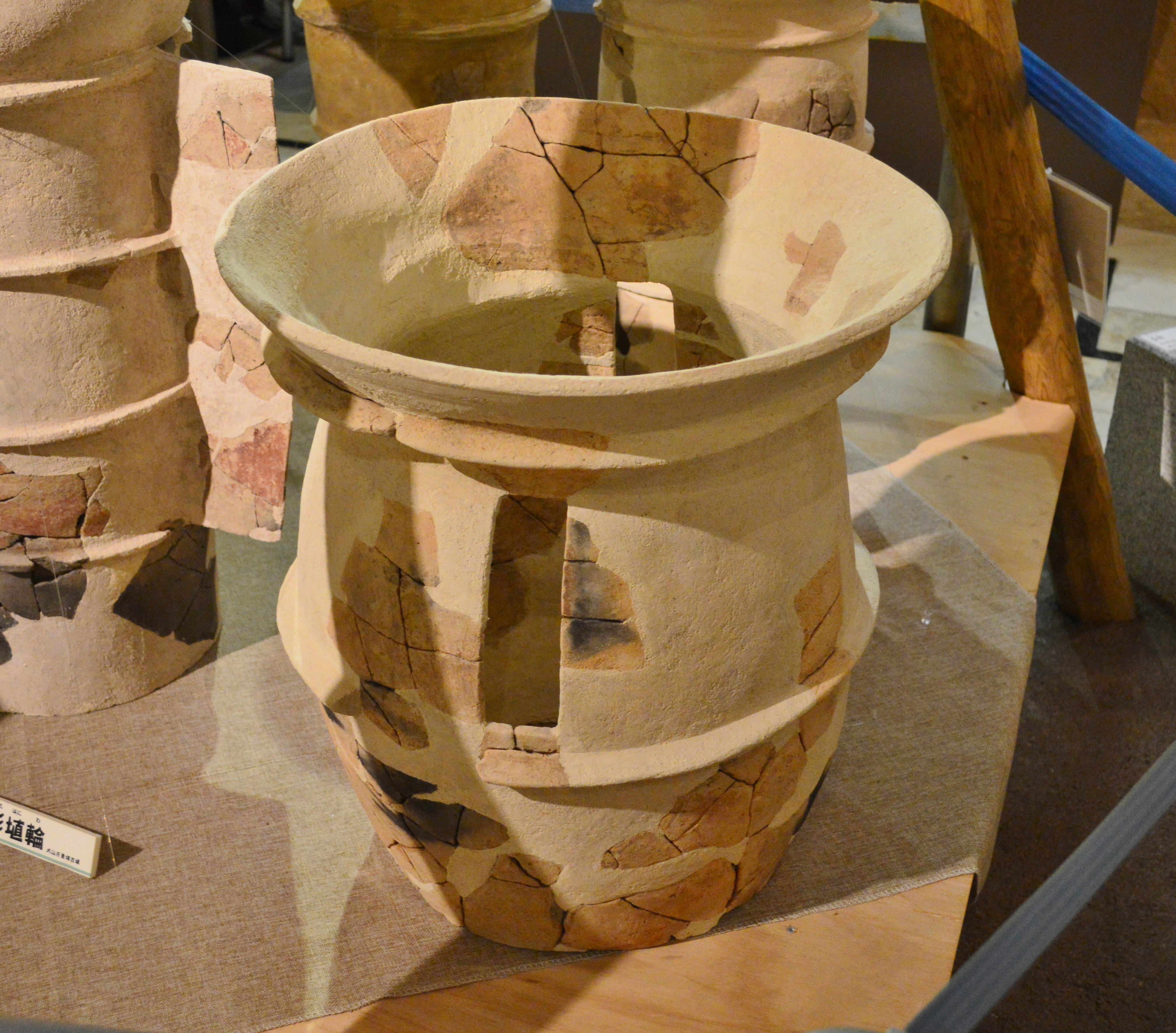
樽形埴輪
くびれ部や後円部墳頂に置かれたとされる[5]。特殊な埴輪になる[5]。
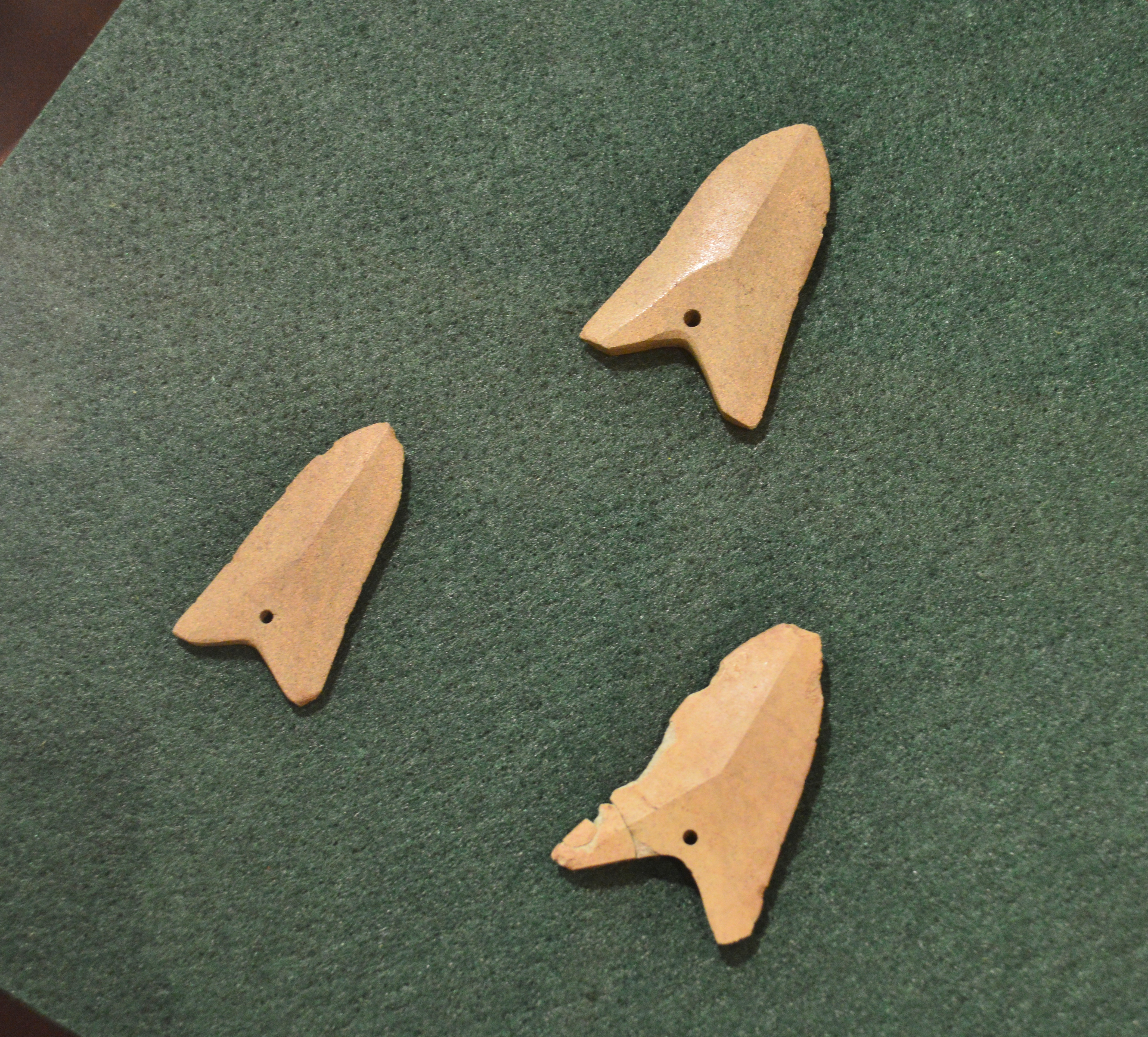
鏃形石製品
前方部墳頂の方形壇状遺構から3点が出土している[5]。石材は緑色凝灰岩[5]。祭祀用の非実用品で、長さ約6センチメートル[5]。

- 壺形埴輪
- 壺形埴輪
九州国立博物館特別展示時に撮影。
- 円筒埴輪
- 鰭付朝顔形埴輪
- 樽形埴輪
- 鏃形石製品
まほらの館展示。

## 文化財

### 国の史跡
- 青塚古墳 - 所有者は大縣神社。1983年（昭和58年）2月8日指定[4]。

## 現地情報
所在地

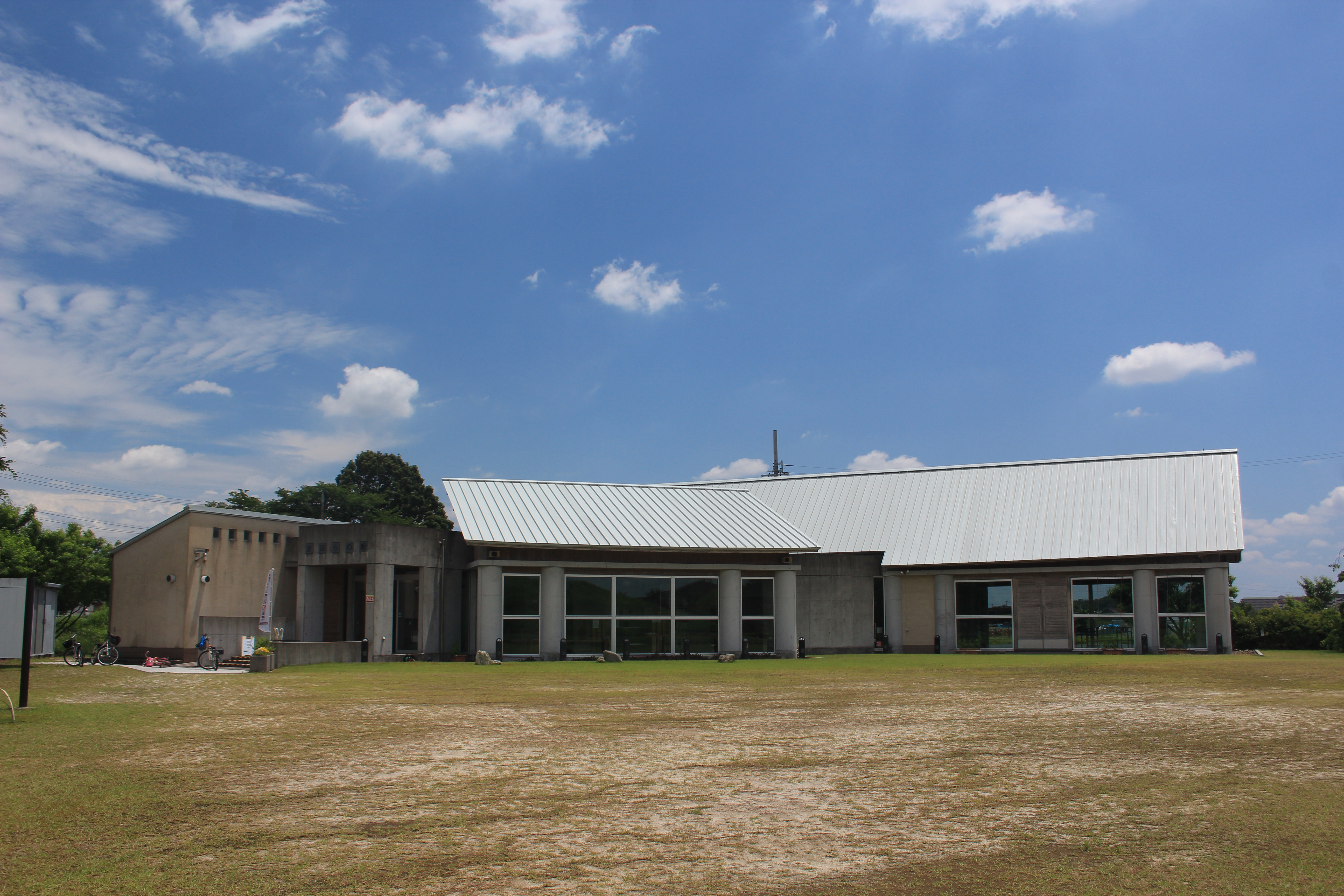
ガイダンス施設「まほらの館」

- 愛知県犬山市字青塚（青塚古墳史跡公園内）

交通アクセス
- 鉄道：名古屋鉄道（名鉄）小牧線 楽田駅（徒歩約30分）

関連施設
- 青塚古墳ガイダンス施設「まほらの館」（犬山市青塚） - 青塚古墳に隣接。
  - 開館時間：午前9時 - 午後5時
  - 休館日：毎週月曜日、年末年始

## 関連文献
（記事執筆に使用していない関連文献）
- 『史跡青塚古墳調査報告書』犬山市教育委員会〈犬山市埋蔵文化財調査報告書第1集〉、2001年。
  - 『史跡青塚古墳調査報告書』（改版）犬山市教育委員会〈犬山市埋蔵文化財調査報告書第1集〉、2004年。
- 『史跡青塚古墳整備報告書』犬山市教育委員会、2002年。